# Taxonomia de Wilson e Reeder

Distribuição das espécies por ordens

O compêndio, publicado por Wilson e Reeder, de espécies de mamíferos viventes e recém extintos, é hoje considerado oficial por várias entidades (como a Sociedade Americana de Mastozoologistas) e utilizado como base em diversas publicações científicas.
Três edições já foram publicadas (1982, 1993, 2005), mostrando a evolução da taxonomia do grupo de organismos mais bem conhecidos e do qual nós, humanos, fazemos parte.
| Ano  | Número de espécies |
| ---- | ------------------ |
| 1982 | 4.170              |
| 1993 | 4.629              |
| 2005 | 5.416              |

## Ordem
Subordem 

Infraordem 

- Superfamília (quando houver)
- Família
  - Subfamília (quando houver)
  - Tribo (quando houver)
    - Gênero
      - Espécie

Esta é uma lista das espécies de mamíferos segundo Wilson e Reeder (2005)